# Sinopanax formosanus
Sinopanax formosanus là một loài thực vật có hoa trong Họ Cuồng. Loài này được (Hayata) H.L.Li miêu tả khoa học đầu tiên năm 1949.